# 法蘭西斯克·米拉萊斯
法蘭西斯克·米拉萊斯（1848年4月6日－1901年11月30日）是一位19世紀的加泰隆尼亞畫家，擅畫布爾喬亞和上流社會的日常生活場景。

## 生平

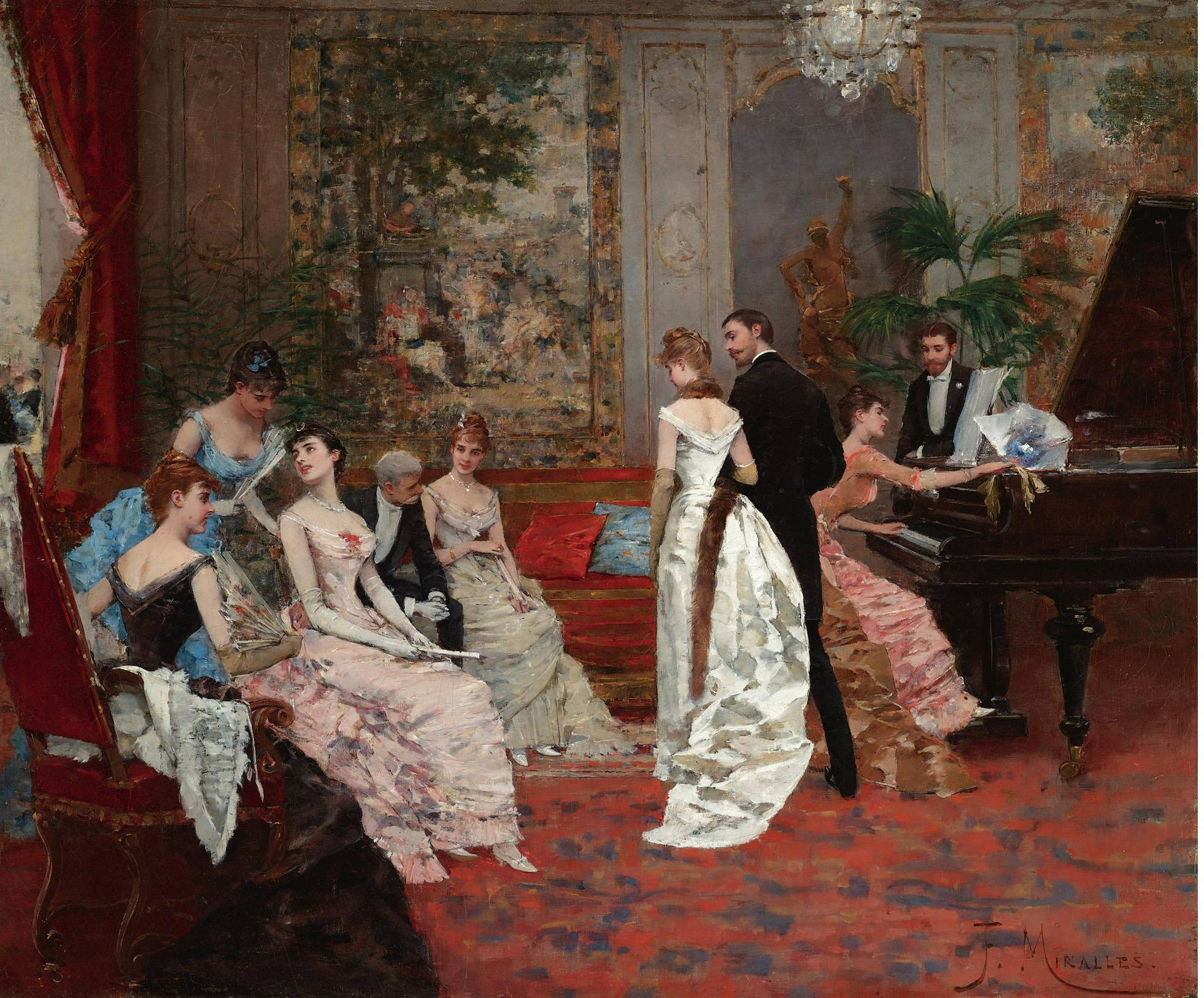
獨奏會 (The Recital)

法蘭西斯克出生在一個商人家庭，5歲時，他的父母變賣了一部份家產並遷居巴塞隆納。1855年，他就讀於馬塔羅的一間私立天主教學校。從那時起，他開始在筆記本上塗鴉，並相信自己應該成為一名藝術家。但他的父母則希望他能夠接掌家族產業。
但隨後他們發現法蘭西斯克在他父親的記賬本上作繪畫練習，他們接受了這個孩子的夢想並於1862年將他送到拉蒙·馬蒂·艾西納的畫室，他在那裡度過了數年的學習生涯。他很快表現出對人物画的興趣，而不似他的老師偏愛風景畫。

### 巴黎歲月

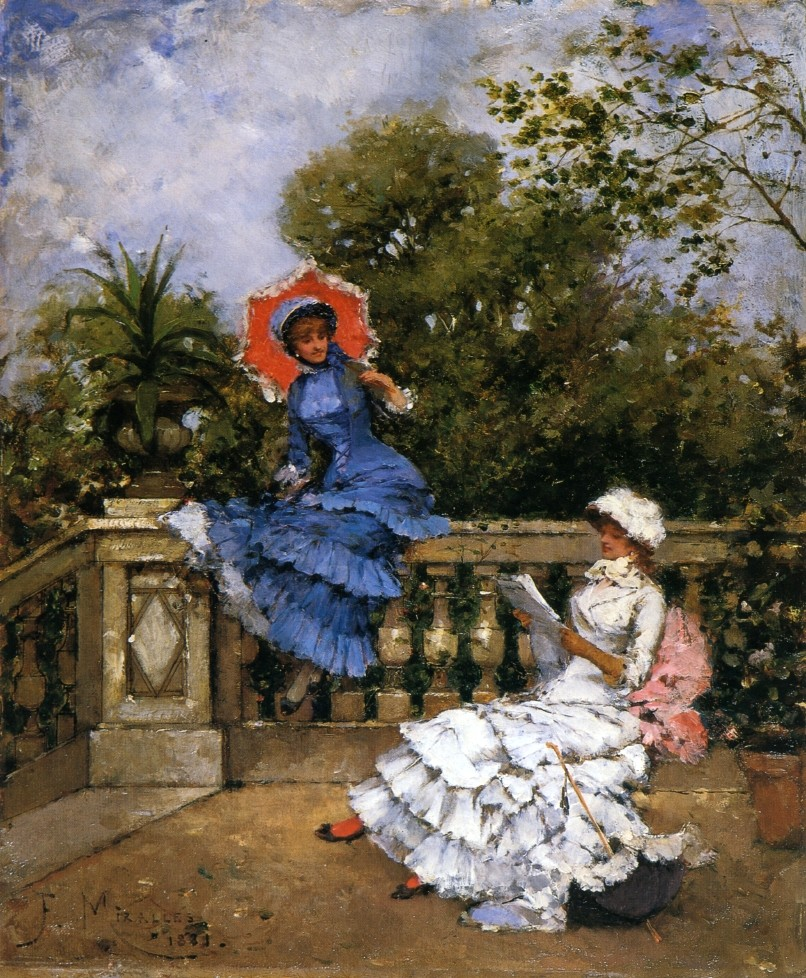
庭園朗誦 (1883年)

法蘭西斯克18歲時，得到父母的許可去巴黎深造，並獲家人在經濟上的支持。他在巴黎一直待到1893年，期間偶爾回家探視父母。於巴黎的最初幾年，他在羅浮宮臨摹大師作品，或許還偶爾與亞歷山大·卡巴內爾合作。最終他在蒙馬特和拉菲特街擁有了數間小型工作室。
他定期在巴黎沙龍和巴塞隆納的琶雷斯畫廊舉辦畫展，還成為當時知名的法國藝術經銷商 Goupil & Cie 的客戶，吸引了衆多富裕的歐洲及美國的藝術品買家。這一切使最初擔心不得不無限在經濟上支援他的家人感到寬慰，而其實他們已無能力持續支援他，法蘭西斯克的父母在1866年金融恐慌時失去了大部份財產，更糟的是他們還需要償還債務。

### 返回巴塞隆納

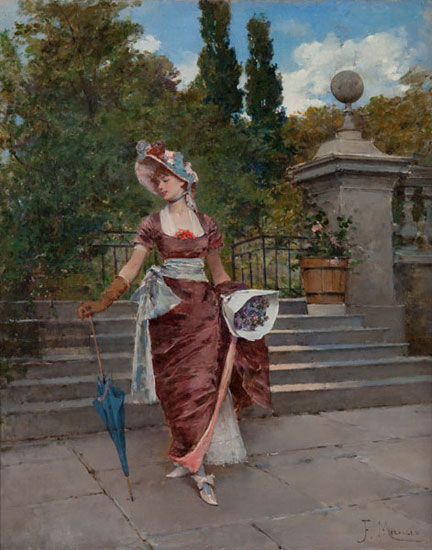
公園裡的女士 (1894年)

法蘭西斯克患有肺病，當他的父母於一年內相繼去世後，他回到了巴塞隆納，期望那裡更顯溫和的氣候能使自己的病情有所好轉。他已婚的姊妹卡門早在數年前就已返回巴塞隆納，因此他在巴黎也再無任何親人。然而也有傳言認為他眞正離開巴黎的原因是他的畫作在當地被視為已經過時。無論原因為何，他終於在1893年回到巴塞隆納，並很快在家中聚集了一個藝術創作團體。同時他仍舊在巴黎的沙龍展出自己的作品，但再沒能像他早年那樣成功。卡門的丈夫薩爾瓦多·安德魯幫他找了一份裝飾位於利塞奧大劇院裡新建的一間私人音樂廳天花板的工作，以使他重新為生活振作起來。
法蘭西斯克一直都沒能從母親過世的悲傷中走出來。到1898年，他日益孤立的性格和日漸惡化的健康狀況讓卡門擔心不已，薩爾瓦多也認為他們應該儘可能的幫助他，隨後他勸說法蘭西斯克搬到他與卡門的居所附近的一間小屋居住，以此便於陪伴照顧他，但他的健康狀況仍持續惡化。一日，卡門和薩爾瓦多去探望他，發現他躺在自己的畫架前，已經過世。

## 部份畫作

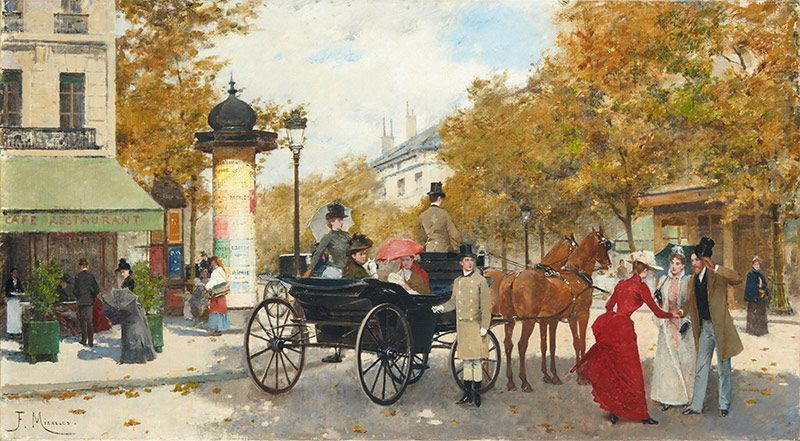
週末馬車遊
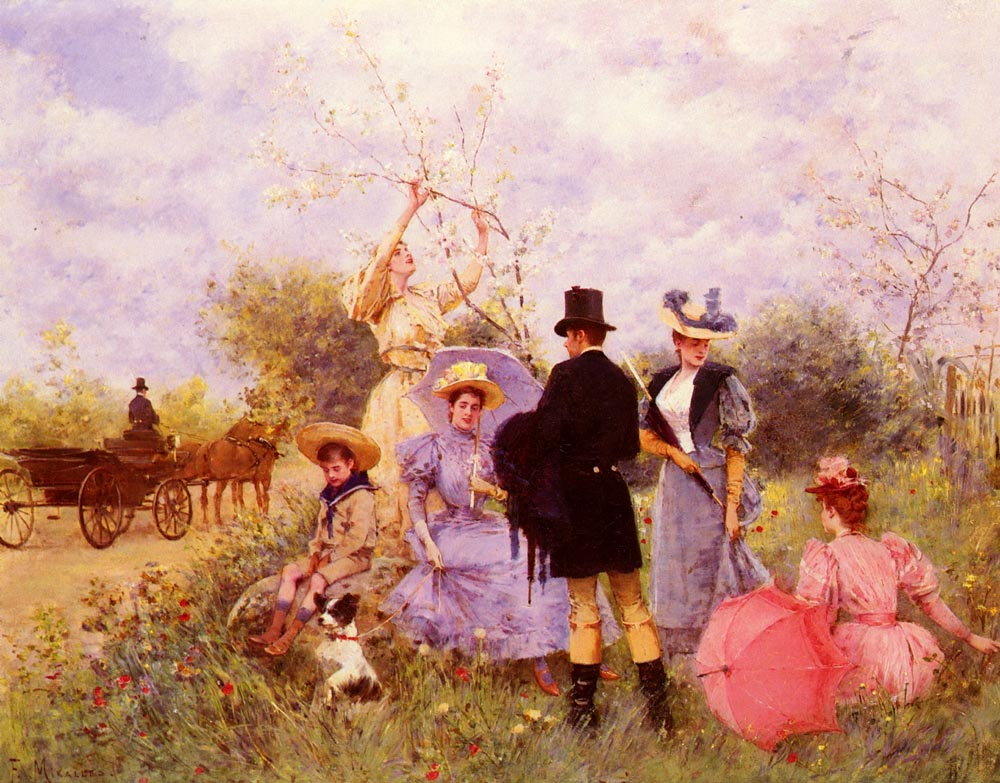
野花開不盡
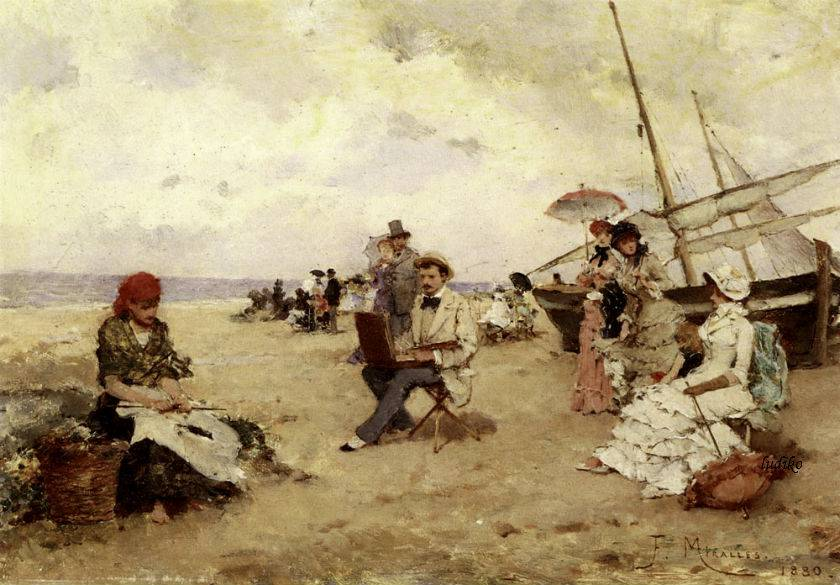
海灘一日 (1880年)
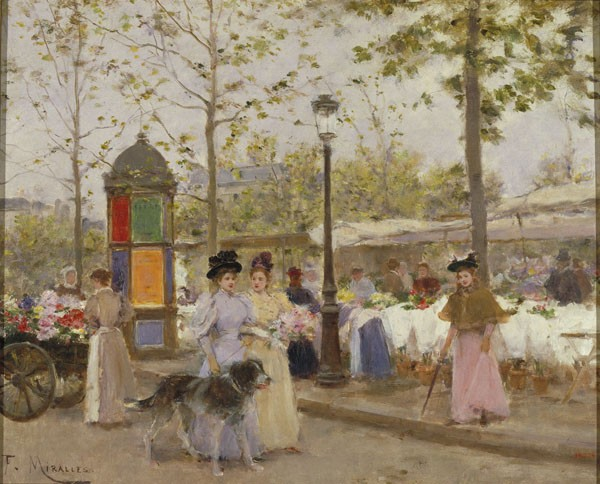
春日再臨
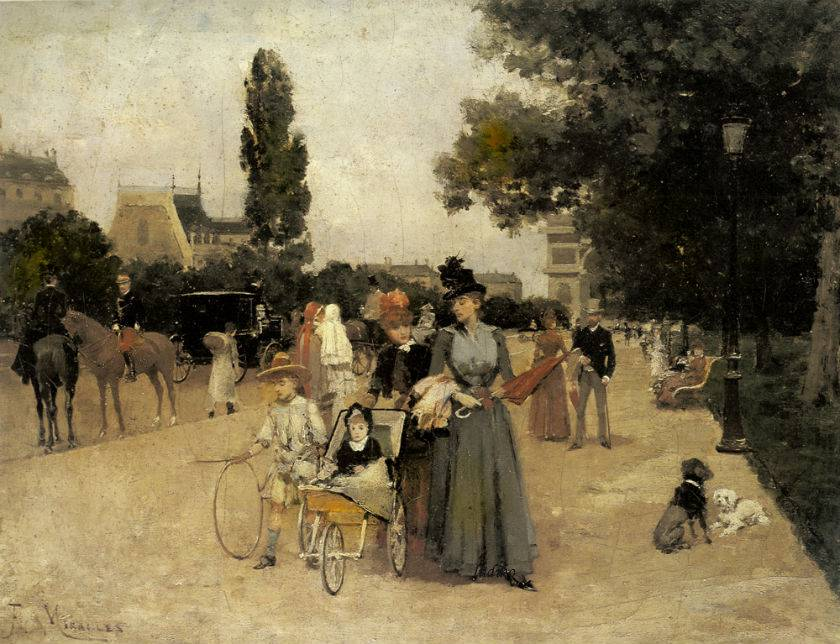
遠眺凱旋門的香榭麗舍大道 (約1880年)
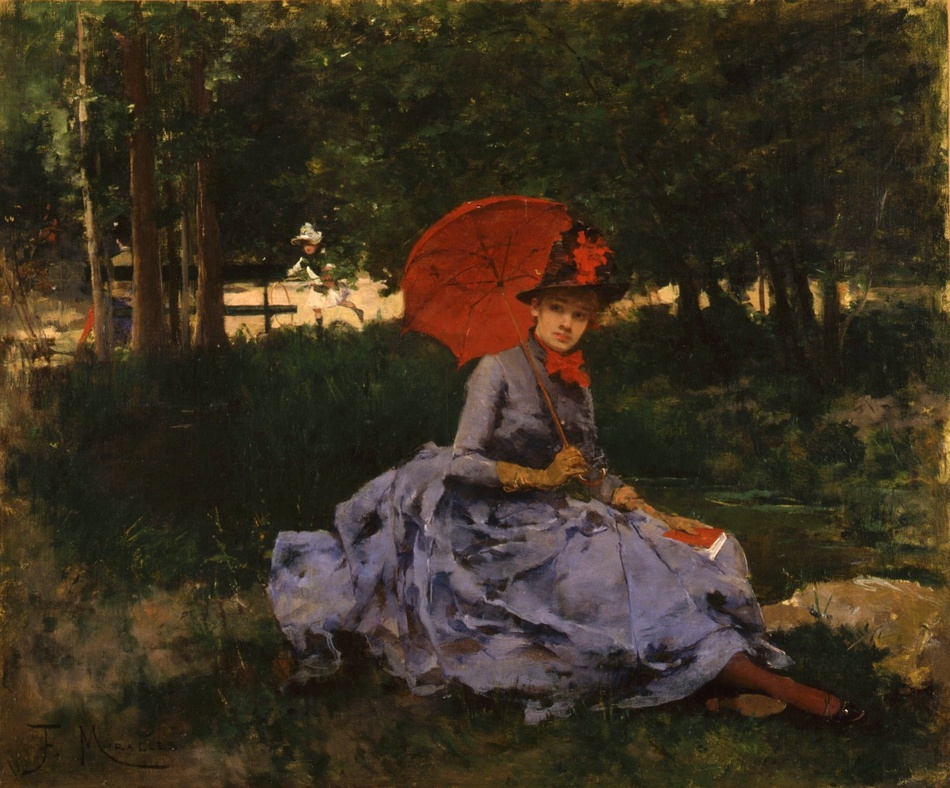
紅色陽傘 (1880年)
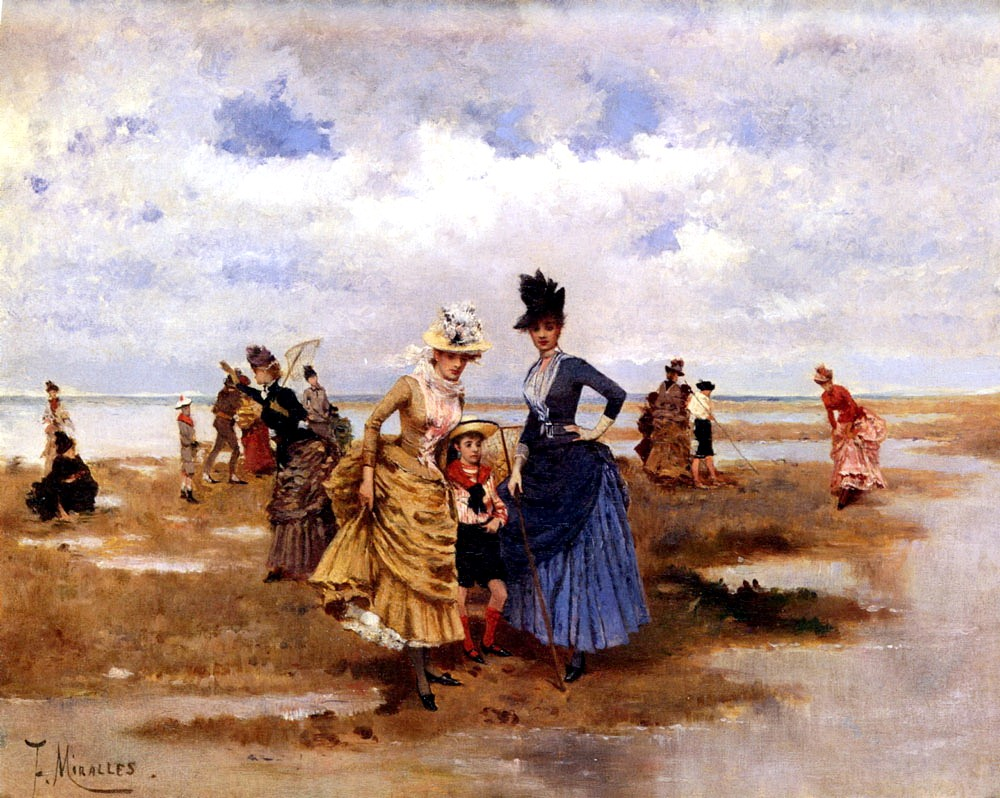
海灘 (約1880年)
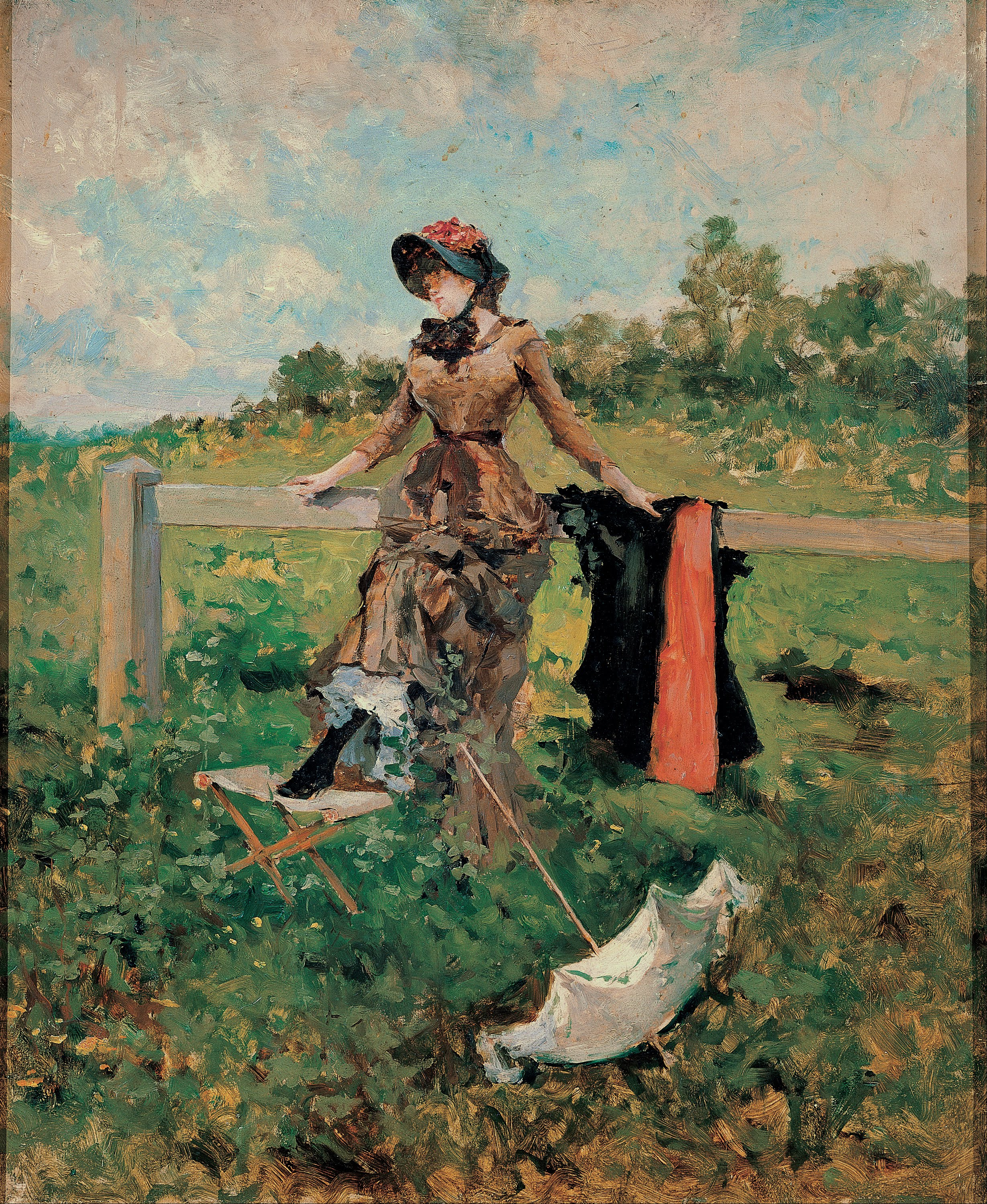
帶陽傘的女士 (1880-1888)
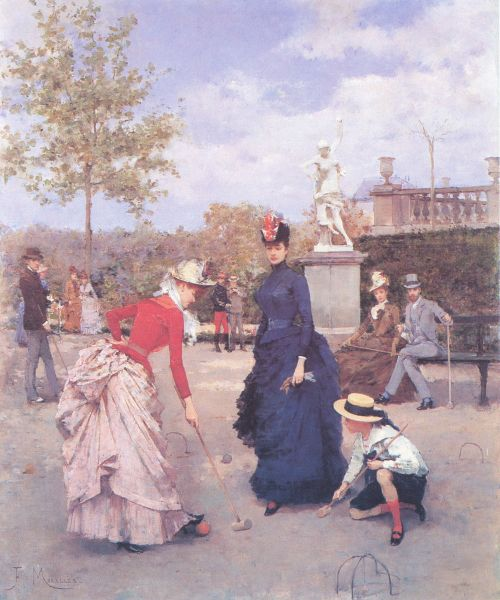
槌球遊戲 (1885年)
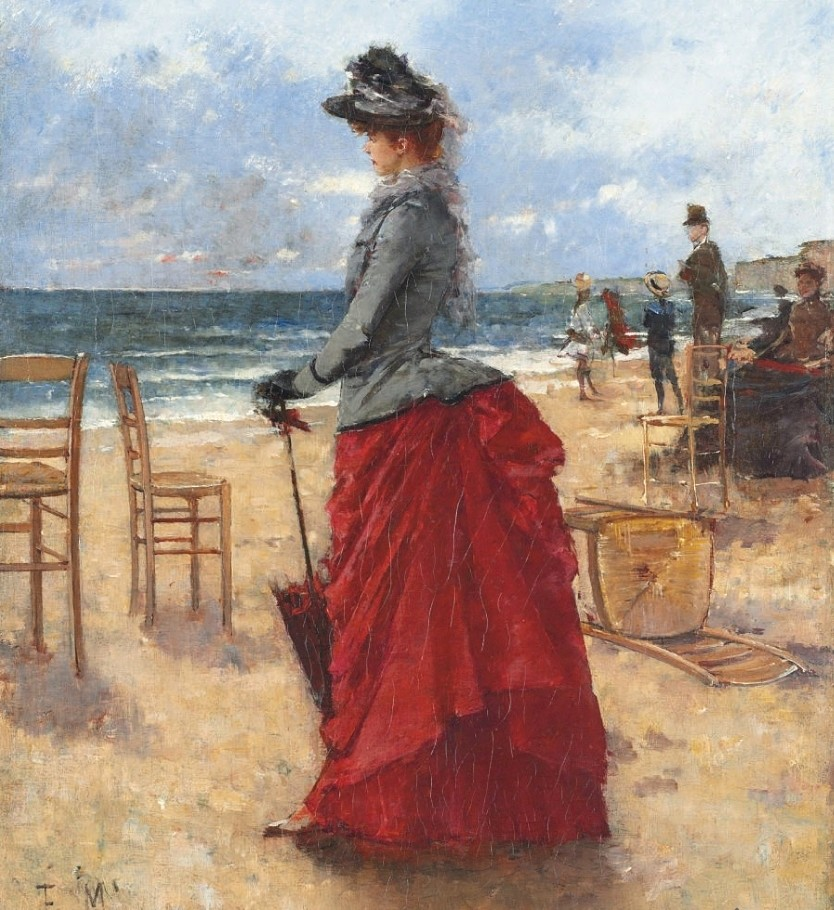
觀海 (約1880年)
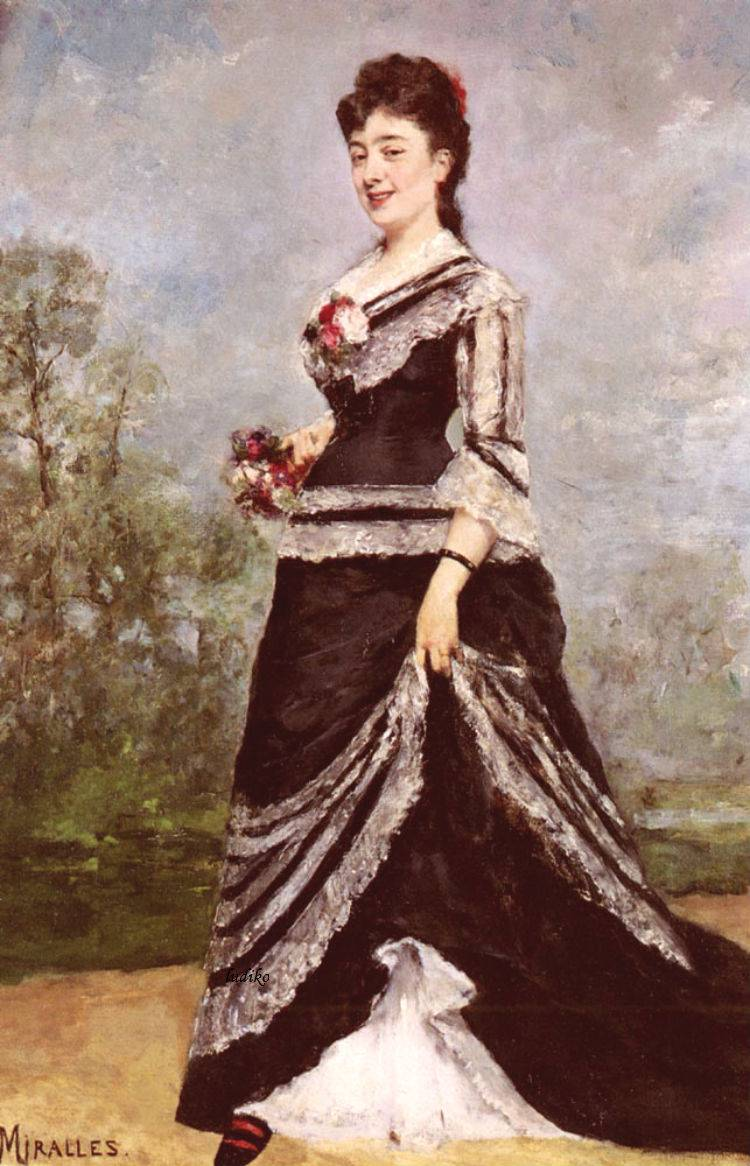
花束
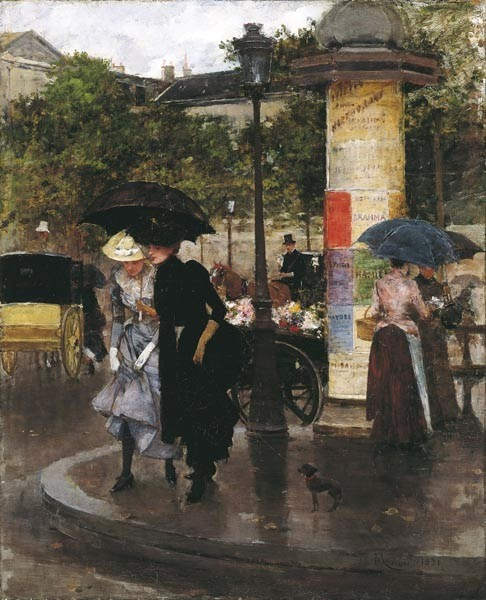
雨中街景 (約1891年)

## 傳記
- Rafael Santos Torroella. El pintor Francisco Miralles Barcelona:R.M., 1974

## 擴展閱讀
- Juan Cortés Vidal, "El Pintor Francisco Miralles", in Anales y boletín de los museos de arte de Barcelona (1947)
- Rafael Santos i Torroella, El pintor Francisco Miralles, Editorial RM (1974).
- Joan Teixidor i Comes, "Antonio Caba y Francisco Miralles: dos pintores ochocentistas", in Destino #508, April 1947
- Carlos González López, Madrazo, Masriera y Miralles, tres pintores del siglo XIX: Sala de Exposiciones Banco Bilbao Vizcaya (1995).

## 外部連結
- Dama jove en un prat[]